# Gutuater

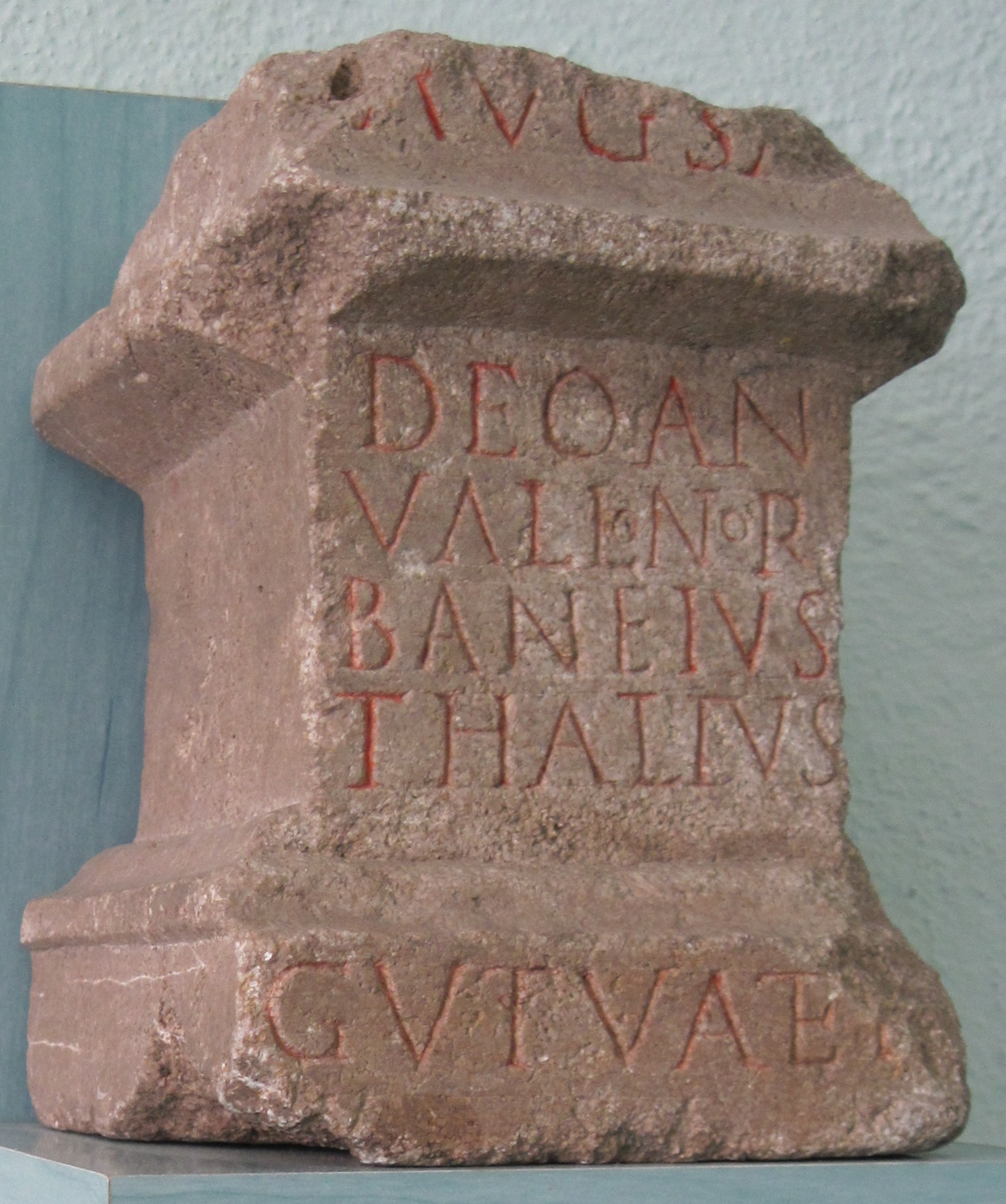
Inscription d'Autun mentionnant un gutuater.

Un gutuater est un membre de la classe sacerdotale dans la tradition celtique, dont les fonctions, bien que liées à l'invocation, ne sont pas connues précisément. Il y a débat au sein de la recherche sur le fait que le terme ait également constitué un nom propre. 

## Documents
La civilisation celte ayant privilégié l’oralité, les sources d’information les concernant sont externes, lacunaires et généralement partiales, pour ce qui est des sources littéraires. 
D'un point de vue épigraphique, le terme se retrouve dans quatre inscriptions gallo-romaines datant du Haut-Empire, deux retrouvées à Autun, une à Mâcon et une au Puy-en-Velay  et dont l'une au moins constitue peut-être un anthroponyme. 

D'un point de vue littéraire, la mention la plus importante, datant du Ier siècle, se trouve dans les Commentaires sur la Guerre des Gaules de Jules César :
« Arrivé chez les Carnutes, dont César a raconté dans le précédent commentaire comment la guerre avait pris naissance dans leur cité, voyant que leurs alarmes étaient particulièrement vives, parce qu’ils avaient conscience de la gravité de leur faute, afin d’en libérer plus vite l’ensemble de la population, il demande qu’on lui livre, pour le châtier, Gutuater, principal coupable et auteur responsable de la guerre. Bien que le personnage ne se fiât plus même à ses propres concitoyens, néanmoins, chacun s’appliquant à le rechercher, on l’amène promptement au camp. César, malgré sa naturelle clémence, est contraint de le livrer au supplice par les soldats accourus en foule : ils mettaient à son compte tous les dangers courus, tous les maux soufferts au cours de la guerre, et il fallut qu’il fût d’abord frappé de verges jusqu’à perdre connaissance, avant que la hache l’achevât. »
— Jules César, Commentaires sur la guerre des Gaules, Livre VIII, chapitre 38.
Ce passage est très discuté d'autant plus que le texte des manuscrits n'est pas certain. Certains chercheurs considèrent que, suivant ce passage, « Gutuater » ne désigne pas une fonction ou un titre mais est un nom propre, ce qui fait débat : à la différence de Yann Le Bohec qui la soutient,  Christian Goudineau ne croit pas à l'assimilation entre le Gatuater de César avec le nom commun.

## Étymologie et fonction
Ces mentions laconiques ont donné lieu à une importante littérature et des hypothèses diverses, qui considèrent ce nom comme étant un titre honorifique ou sacerdotal. Ainsi, Henri d'Arbois de Jubainville a supposé que le gutuater était un prêtre antérieur à l’apparition du druidisme.
Si la recherche actuelle s'accorde généralement sur l'appartenance  du gutuater aux milieux sacerdotaux de la société gauloise, le périmètre exact de ses fonctions reste mal défini. Selon Christian-J. Guyonvarc'h et Françoise Le Roux, la racine gutu signifie « parole » en celtique, qui a donné gûth en irlandais et serait apparenté au gott allemand et god anglais. « Le mot ne peut être que religieux et désigne obligatoirement le druide dans son rôle d’invocateur de la divinité ». Pour Joseph Vendryes comme pour Michel Lejeune, le terme désigne le « père de l'invocation » ou « père de la libation ». 
Pour Venceslas Kruta, le gatuater semble avoir exercé la fonction de vates dans le druidisme.

## Cotuatos, le «Gutuater» des Carnutes?
A. Ferdière émet l’hypothèse selon laquelle le dénommé Cotuatos — l'un des artisans du massacre de Cenabum avec Conconnetodumnos — aurait été le Gutuater des Carnutes. L'unique mention du personnage par Jules César ne le précise pas :
« Quand arrive le jour convenu, les Carnutes, entraînés par Cotuatos et Conconnetodumnos, hommes dont on ne pouvait rien attendre que des folies, se jettent, à un signal donné, dans Cenabum, massacrent les citoyens romains qui s’y étaient établis pour faire du commerce, mettent leurs biens au pillage ; parmi eux était Caïus Fufius Cita, honorable chevalier romain, que César avait chargé de l’intendance des vivres. La nouvelle parvient vite à toutes les cités de la Gaule. En effet, quand il arrive quelque chose d’important, quand un grand événement se produit, les Gaulois en clament la nouvelle à travers la campagne dans les différentes directions ; de proche en proche, on la recueille et on la transmet. Ainsi firent-ils alors ; et ce qui s’était passé à Cénabum au lever du jour fut connu avant la fin de la première veille chez les Arvernes, à une distance d’environ cent soixante milles. »
— Jules César, Commentaires sur la guerre des Gaules, VII, 3.

## Sources
- Wikisource : Commentaires sur la Guerre des Gaules, Livre VIII.
- Christian-J. Guyonvarc'h et Françoise Le Roux, Les Druides, Ouest-France Université, coll. « De mémoire d’homme : l’histoire », Rennes, 1986,  (ISBN 2-85882-920-9)).
- Venceslas Kruta, Les Celtes, Histoire et Dictionnaire, Éditions Robert Laffont, coll. « Bouquins », Paris, 2000,  (ISBN 2-7028-6261-6).
- Joseph Vendryes, La religion des celtes, Coop Breizh, Spezet, 1997,  (ISBN 2-909924-91-2).